# Sepaküla (Haapsalu)
Koordinaten: 58° 53′ N, 23° 30′ O
Sepaküla ist ein Dorf (estnisch küla) in der Stadtgemeinde Haapsalu (bis 2017: Landgemeinde Ridala) im Kreis Lääne in Estland.
Der Ort hat elf Einwohner (Stand 31. Dezember 2011).